# Adrian Popa
Adrian Dumitru Popa (Bukarest, 1988. július 24. –) román válogatott labdarúgó, a Steaua București játékosa.
A román válogatott tagjaként részt vett a 2016-os Európa-bajnokságon.

## Sikerei, díjai
Steaua București
- Román bajnok (3): 2012–13, 2013–14, 2014–15
- Román kupa (1): 2014–15
- Román szuperkupa (1): 2013